# 確定判決
確定判決（かくていはんけつ）とは、通常の不服申立て方法（上訴等）によっては争うことができなくなった判決をいう。
日本における確定判決は、再審（民事訴訟法338条以下、刑事訴訟法435条以下）等の非常の不服申立て方法以外では争うことができない。

## 日本法における確定判決

### 民事裁判の場合
この節で、民事訴訟法は条名のみ記載する。
- 判決に対し、当事者が上訴（控訴、上告、上告受理の申立て）等をすることなく、上訴期間等が経過したときは、その期間満了時に確定する（116条1項）。
- 上訴期間満了前でも、上訴権のある当事者が上訴権の放棄をしたときは、放棄の時に確定する。
- 上訴期間内に上訴がされれば、判決の確定は遮断されるが（116条2項）、上訴棄却の判決が確定した時は、原判決も確定する。
- そもそも上訴等の不服申立てができない上告審判決等は、言渡しと同時に確定する。
- 判決の規定（上訴等）は決定・命令・再審（異議）等に準用される（民訴法122・341条）。

確定判決の判断には既判力が生じる（114条）。また、給付判決等が確定裁判になると執行力が生じ、債務名義となるので（民事執行法22条1号）、その正本に基づいて強制執行をすることができる。

### 刑事裁判の場合
- 判決に対し、検察官及び被告人（弁護人）が上訴（控訴、上告）等をすることなく、上訴期間等が経過したときは、その期間満了時に確定する。
- 上訴権者が上訴の放棄又は取下げ（刑事訴訟法359条）をしたときは、その時に確定する。
- 上訴ができない上告審判決は、判決の訂正の申立て期限を経過したとき（宣告日の翌日から起算して10日）か、判決の訂正の申立てがあった場合は訂正の判決又は申立てを棄却する決定があったときに確定する（刑事訴訟法418条）。
- 上訴ができない上告棄却決定は、異議の申立ての期限を経過したとき（決定の送達を受けた日の翌日から起算して3日）か、異議の申立てがあった場合で申立てを棄却する決定があったときに確定する。

判決は確定を待ってから執行される（刑事訴訟法471条）。また、判決が確定すると、既判力ないし一事不再理効が生じるとされている。